# Accentuació en català
L'accentuació en català incideix sobre tota la síl·laba d'una paraula; l'accent de mot atorga prominència a una síl·laba dins d'un mot i l'accent de frase, a una síl·laba dins d'una seqüència de mots. El nucli de la síl·laba és sempre una vocal. L'accent de mot pot caure en una de les tres últimes síl·labes, formant-se així mots aguts, plans i esdrúixols. Alguns mots poden tenir dos graus d'accent: el primari (aquell més prominent) i el secundari.
L'accent gràfic és un signe gràfic diacrític que s'escriu damunt d'algunes vocals per indicar-ne la tonicitat; en català s'usen l'accent agut o tancat (´) i l'accent greu o obert (`). L'ús dels accents gràfics sobre la e i la o no és uniforme i presenta una certa variació dialectal.

## Accent de mot
En català, l'accent de mot és variable o lliure i pot caure en una de les últimes tres síl·labes: segons si la síl·laba accentuada és l'última, la penúltima o l'antepenúltima, el mot és agut o oxíton, pla o paroxíton, o esdrúixol o proparoxíton. Aquest accent pot establir diferències semàntiques (fàbrica, fabrica, fabricà). Tots els mots monosíl·labs són tònics (a excepció dels clítics), els aguts solen acabar en consonant i els plans en vocal; els esdrúixols són poc comuns, i solen acabar en vocal que marca el gènere femení.
El català també presenta un accent secundari. L'accent secundari morfològic es pot produir en el radical de l'esquerra en paraules compostes, paraules derivades amb prefix tònic i en els adverbis formats amb el sufix -ment.

## Accent de frase
L'accent de frase és l'accent més prominent d'una seqüència de mots, i sol correspondre, en una oració enunciativa, a la síl·laba tònica de l'última paraula, tot i que pot canviar si es vol emfasitzar una paraula diferent.

## Accent gràfic
En català, les vocals poden portar dos tipus d'accents gràfics: l'accent agut (´) per a les vocals baixes i mitjanes baixes, o el greu (`) per a les vocals mitjanes altes i altes. La vocal a només pot dur l'accent greu; la i i la u només l'agut; la e i la o poden portar tant l'agut com el greu, i en alguns casos l'ús d'un o altre dependrà de la forma dialectal. A més, la i i la u també poden portar dièresi,, que en marca en aquest cas el caràcter vocàlic o consonàntic. L'accent gràfic no només explica la tonicitat de les vocals que el porten, sinó també el timbre, tot i que de nou aquest últim no coincideix amb el timbre que tenen determinats parlars. L'accent gràfic s'escriu tant sobre les vocals majúscules com sobre les minúscules, quan hi correspon.

### Regles d'accentuació gràfica
Els mots poden dur com a màxim un accent gràfic, a excepció d'alguns mots compostos amb guionet. L'accent gràfic correspon sempre a l'accent fònic. Quan el mot té més d'un accent fònic, l'accent gràfic correspon a l'accent fònic situat més a la dreta (en una de les tres últimes síl·labes). Com a excepció, els adverbis acabats en -ment mantenen l'accent gràfic al component de l'esquerra si aquest ja el porta per si sol (per exemple, còmodament, de còmoda; fàcilment, de fàcil; però no feliçment, de feliç).
No tots els accents fònics corresponent a un accent gràfic. S'accentuen:
- Les paraules agudes (la síl·laba tònica és l'última de la paraula) que acaben en vocal, vocal seguida de s o -en o -in (on la i és vocal). S'escriu, per tant: català, però, també, camí, pastís, cabàs, progrés, Berlín, sorprèn. En canvi: Ramon i ferum (acaben en consonant) o esglai i festiu (acaben en semivocal).
- Les paraules planes (la penúltima síl·laba és la tònica) que no acaben en cap de les terminacions anteriors. Per exemple, s'accentuen: exàmens, cànon, tòrcer, correguérem, portàveu, entristíssiu. Però no s'accentuen: Maria (mot pla acabat en vocal), examen, Caucas.
- Totes les paraules esdrúixoles (l'avantpenúltima síl·laba és la tònica) i totes les paraules sobreesdrúixoles (la síl·laba tònica està abans de l'avantpenúltima). Per exemple: història, tònica, àrea, Núria, període, químicament.
- Com s'ha mencionat anteriorment, s'accentuen també els adverbis acabats en -ment que es formen a partir d'una paraula que s'accentua: ràpida → ràpidament, mecànic → mecànicament, fàcil → fàcilment, gràfic → gràficament.

Les paraules monosil·làbiques no s'accentuen, amb excepció de les que porten accent diacrític.
Com a exemple de mots amb accent gràfic, trobem: bàscula, vàlid, matalàs, interès, bèstia, perquè, cèntim, mòdul, allò, òliba, repòs, arròs, vindré, accés, també, legítima, veí, rítmic, pastós, tórtora, cantó, institució, múscul, brúixola, pallús.

#### Accentuació de la vocale
- La majoria de paraules agudes acabades en -e, -es, -en porten l'accent obert (tot i que en alguns casos del català occidental és tancat), exceptuant els verbs en futur (pensaré), els compostos de bé (malbé), de té (conté), de ve (convé), mots com només i després, i paraules com accés o congrés (fan plural en -essos)
- La majoria de paraules planes amb accent gràfic a la vocal e porten l'accent obert, exceptuant sobretot els infinitius créixer, néixer, ésser o mots com préstec, cérvol i préssec.
- Els mots esdrúixols són els més fàcils de recordar, car tots porten accent obert, tret de les paraules cérvola, Dénia, feréstega, llémena, séquia i església.

#### Accentuació de la vocalo
- La majoria de paraules agudes amb accent a la vocal o porten l'accent tancat, exceptuant sobretot els mots això, allò i però.
- La majoria de paraules planes amb accent gràfic a la vocal o porten l'accent obert, exceptuant sobretot el substantiu estómac, el verb córrer (i els seus derivats) i les formes verbals fórem, fóreu, fóssim, fóssiu.
- Els mots esdrúixols són els més fàcils de recordar, ja que tots porten accent obert, excepte sis paraules: fórmula, pólvora, tómbola, góndola, tórtora (ocell), escórpora (peix).

### Accent diacrític
S'anomena accent diacrític aquell accent que es col·loca sobre algunes paraules, que seguint les normes generals no haurien de portar accent, per distingir-les d'unes altres paraules que s'escriuen igual però que tenen un significat diferent.
Des de la nova normativa de l'Institut d'Estudis Catalans vigent des del novembre de 2016, els 150 accents diacrítics es redueixen a 15 són:
- bé, béns (riquesa; adverbi) – be, bens (xai; nom de lletra)
- déu (divinitat), però adeu – deu, deus (número; font; verb deure)
- és (verb ésser o ser) – es (pronom)
- mà (part del cos) – ma (possessiu)
- més (quantitatiu) – mes (període de l'any, conjunció, possessiu)
- món (univers), però rodamon – mon (possessiu)
- pèl, pèls (vellositat) l'accent es manté només en pèl-roig i el seu plural (quan hi ha un guió) – pel, pels (contracció)
- què (interrogatiu i relatiu precedit de preposició) – que (relatiu àton; conjunció)
- sé (verb saber) – se (pronom reflexiu)
- sí (afirmació) – si (conjunció; pronom reflexiu)
- sòl (terra) – sol (estrella)
- són (verb ésser) – son (de dormir; possessiu)
- té (verb tenir) – te (infusió; nom de lletra; pronom feble)
- ús (acció d'usar) – us (pronom feble)
- vós (tractament) – vos (pronom feble)

### Distribució
A causa de la diferència de pronunciació entre els dos blocs del català ([e]/[ɛ]), certes <e> tòniques poden dur accent gràfic greu <è> [ɛ], seguint la fonètica del bloc oriental, o accent gràfic agut <é>, segons la pronúncia del bloc occidental. S'ha de dir que la primera opció és la més habitual al conjunt del territori, per bé que darrerament l'AVL, que centra la seua acció en la variant valenciana, proposa la preeminència de la segona per al País Valencià. L'Institut d'Estudis Catalans (IEC) també reconeix ambdues opcions. Aquesta divergència existeix en certs casos:
- Les paraules agudes en -es que no dupliquen la s en formar el plural: anglès/anglés, albanès/albanés francès/francés, comprès/comprés, admès/admés, cortès/cortés, il·lès/il·lés (en canvi, tot i duplicar la s en la forma de plural, també hi ha divergència a interès/interés, estrès/estrés i espès/espés).
- Els numerals ordinals i altres paraules acabades en -e: cinquè/cinqué, sisè/sisé; alè/alé, cafè/café, obscè/obscé, serè/seré (tanmateix, s'escriuen sempre amb accent agut cabriolé, consomé, macramé, peroné, puré, suflé, ximpanzé).
- Les formes de la tercera persona del singular del present d'indicatiu d'alguns verbs de la segona conjugació i altres paraules acabades en -en: aprèn/aprén, comprèn/comprén, depèn/depén, ofèn/ofén; edèn/edén, mossèn/mossén (en canvi, s'escriuen sempre amb accent agut atén, entén, pretén i encén).
- Els infinitius acabats en -èixer/-éixer, -èncer/-éncer, ènyer/ényer: conèixer/conéixer, merèixer/meréixer, parèixer/paréixer (amb l'excepció de créixer i de néixer); convèncer/convéncer, vèncer/véncer; atènyer/atényer, estrènyer/estrényer.
- La segona i la tercera persones del plural dels imperfets d'indicatiu amb accent en el radical: fèiem/féiem, fèieu/féieu, crèiem/créiem, crèieu/créieu.
- I les paraules planes acabades en -ol: pèsol/pésol, tèrbol/térbol, terratrèmol/terratrémol, sègol/ségol, trèvol/trévol, cèrcol/cércol, grèvol/grévol (en canvi, s'escriu sempre amb accent agut cérvol tot i ésser pronunciat amb [ɛ] al bloc oriental).

### Accentuació dels estrangerismes
Els estrangerismes, paraules manllevades d'altres llengües es divideixen en dues categories: els no adaptats i els adaptats. Els estrangerismes no adaptats (drugstore, staff…) mantenen l'ortografia de l'original, els adaptats segueixen les regles d'accentuació del català (pàrquing, pòlder, estrès, papillota…). Tota una sèrie de mots d'origen llatí, una llengua que no coneix cap accentuació, van adaptar-se: currículum, decòrum, quòrum… Els adapats formen el plural de manera catalana: currículums i no currícula. Quan les paraules es troben en locucions llatines de més d'una paraula, en principi, no s'accentuen: in memoriam, bonus pater familias, coitus interruptus, mutatis mutandis. En general, la transició entre estrangerismes no adaptats i adaptats és fluixa. Els serveis públics Termcat i Optimot poden ajudar qui dubta de l'accentuació de neologismes o proposar alternatives catalanes, segons el cas.